# Такка, Фердинандо
Фердинандо Такка (итал. Ferdinando Tacca, 8 октября 1619, Флоренция — 24 февраля 1686, Флоренция) — итальянский скульптор, архитектор, бронзолитейщик, театральный декоратор и инженер. Работал во Флоренции в эпоху маньеризма и барокко в качестве скульптора, но также проектировал театральные здания, декорации, сценические машины, оформлял придворные церемонии и спектакли.
Фердинандо был сыном Пьетро Такка, придворного скульптора семьи Медичи во Флоренции. После смерти отца в 1640 году Фердинандо унаследовал его мастерскую и бронзолитейную мастерскую в Борго Пинти, где он отливал из бронзы как большие конные памятники, так и небольшие статуэтки по заказам своих флорентийских покровителей. Когда к 1650 году интерес Медичи к скульптурным работам пошёл на убыль, Фердинандо начал успешную карьеру в качестве сценографа и инженера. По просьбе кардинала Джованни Карло де Медичи он представил проект первого театра во Флоренции: Teatro Della Pergola (по названию улицы: Via della Pergola). Он также проектировал декорации и театральное оборудование. Его опыт работы в театре способствовал успехам придворных спектаклей, и он был назначен главным декоратором религиозных церемоний и семейных торжеств Медичи. В 1656 году Фердинандо Такка назначили инженером всех построек и фортификационных сооружений герцогства Тосканского.
Помимо Флоренции Фердинандо Такка работал в Мадриде, в 1640 году он завершил создание бронзовой конной статуи короля Испании Филиппа IV. В Прато (Тоскана) он создал Распятие для кафедрального собора. В связи со строительством нового акведука около 1660 года Такка создал в Прато четыре городских фонтана, два из которых сохранились.
После смерти Фердинандо его мастерская во Флоренции перешла к Джованни Баттиста Фоджини.

## Галерея

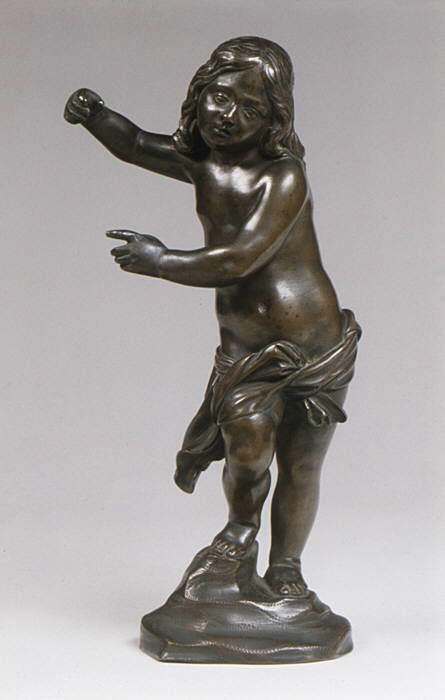
Статуэтка мальчика (молодого Иоанна Крестителя?). Ок. 1665. Бронза. Метрополитен-музей, Нью-Йорк
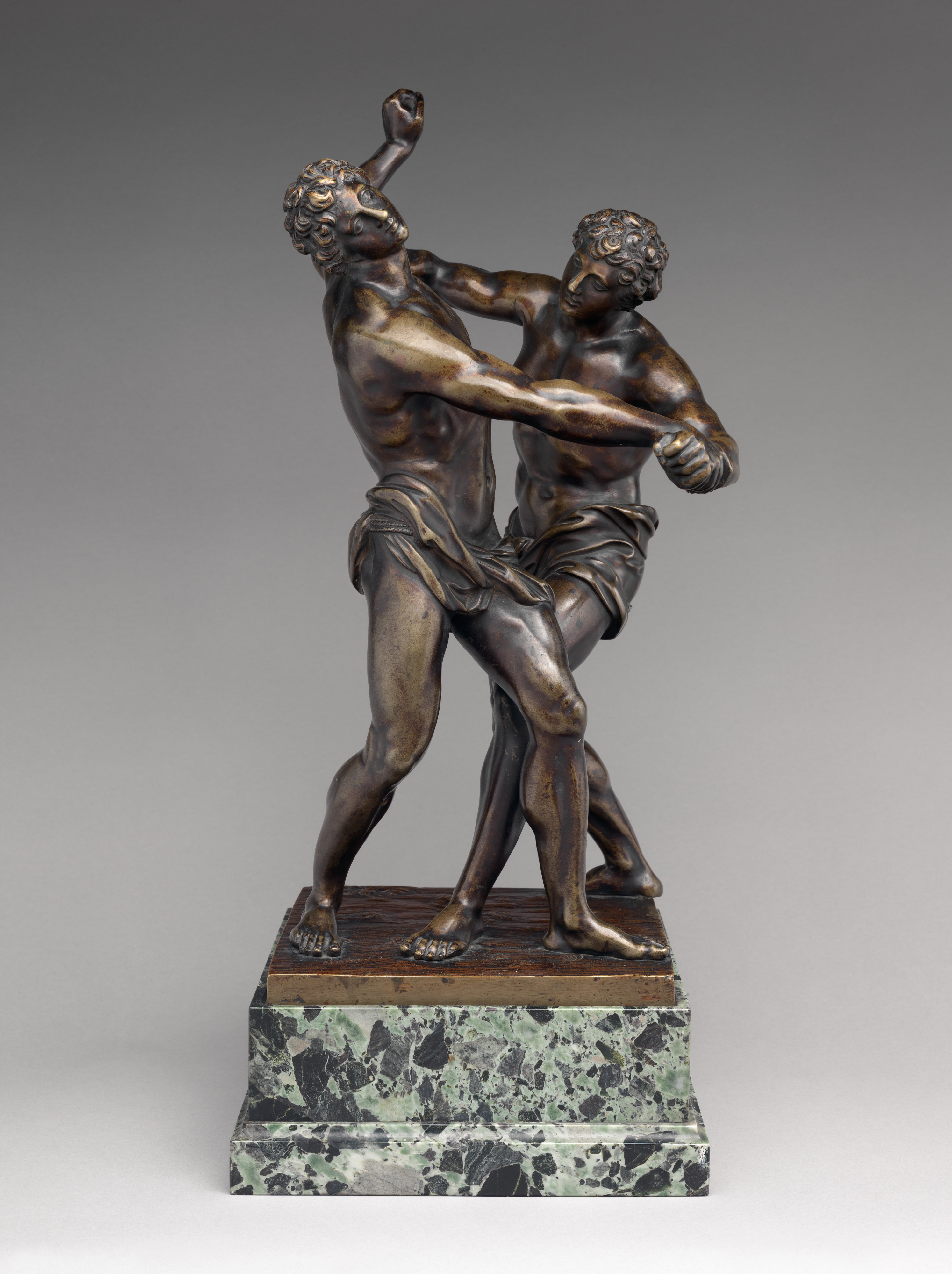
Борцы. 1680-е. Бронза. Метрополитен-музей, Нью-Йорк
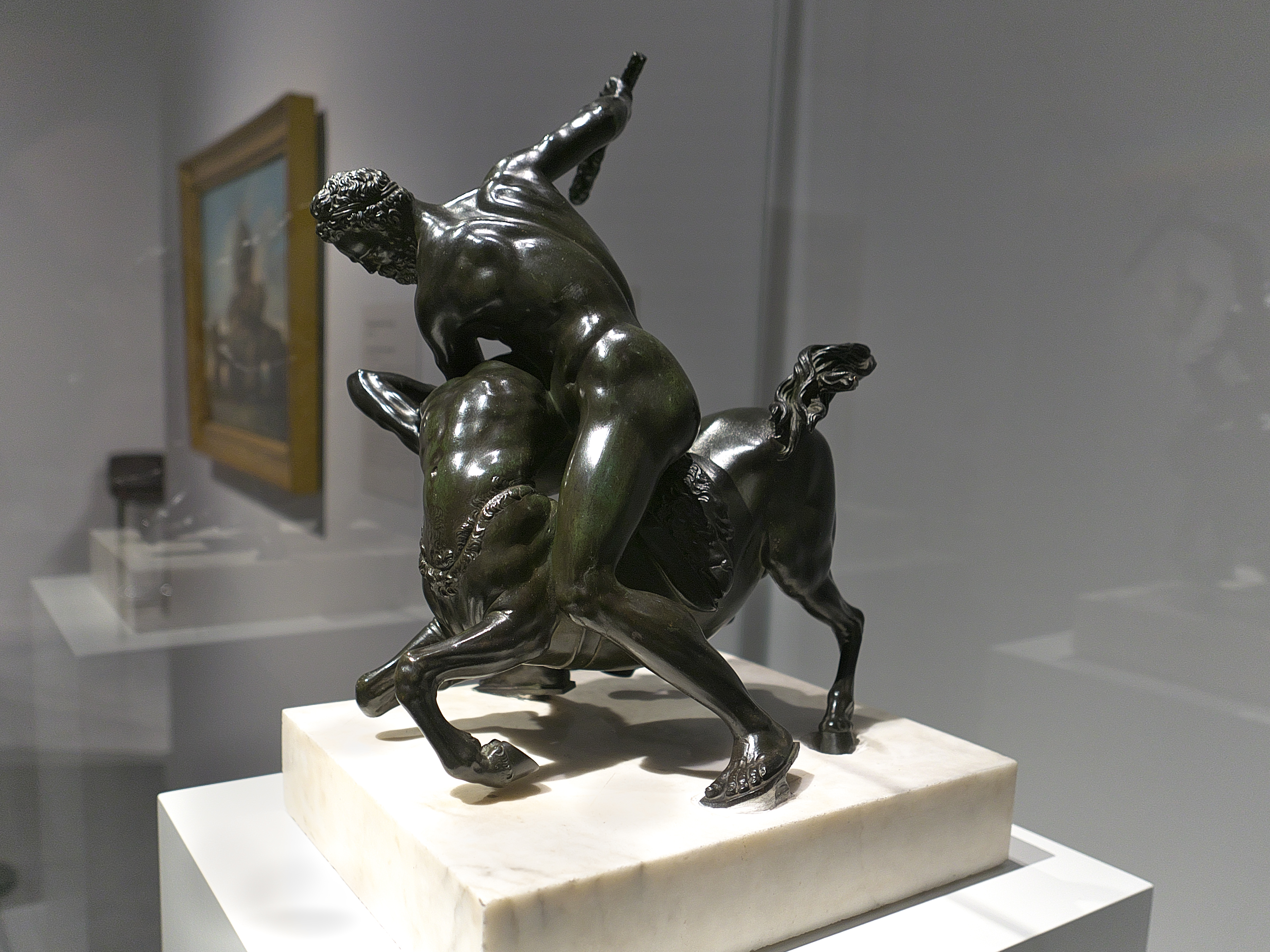
Геркулес и кентавр (мастерская ?). Бронза. Прадо, Мадрид
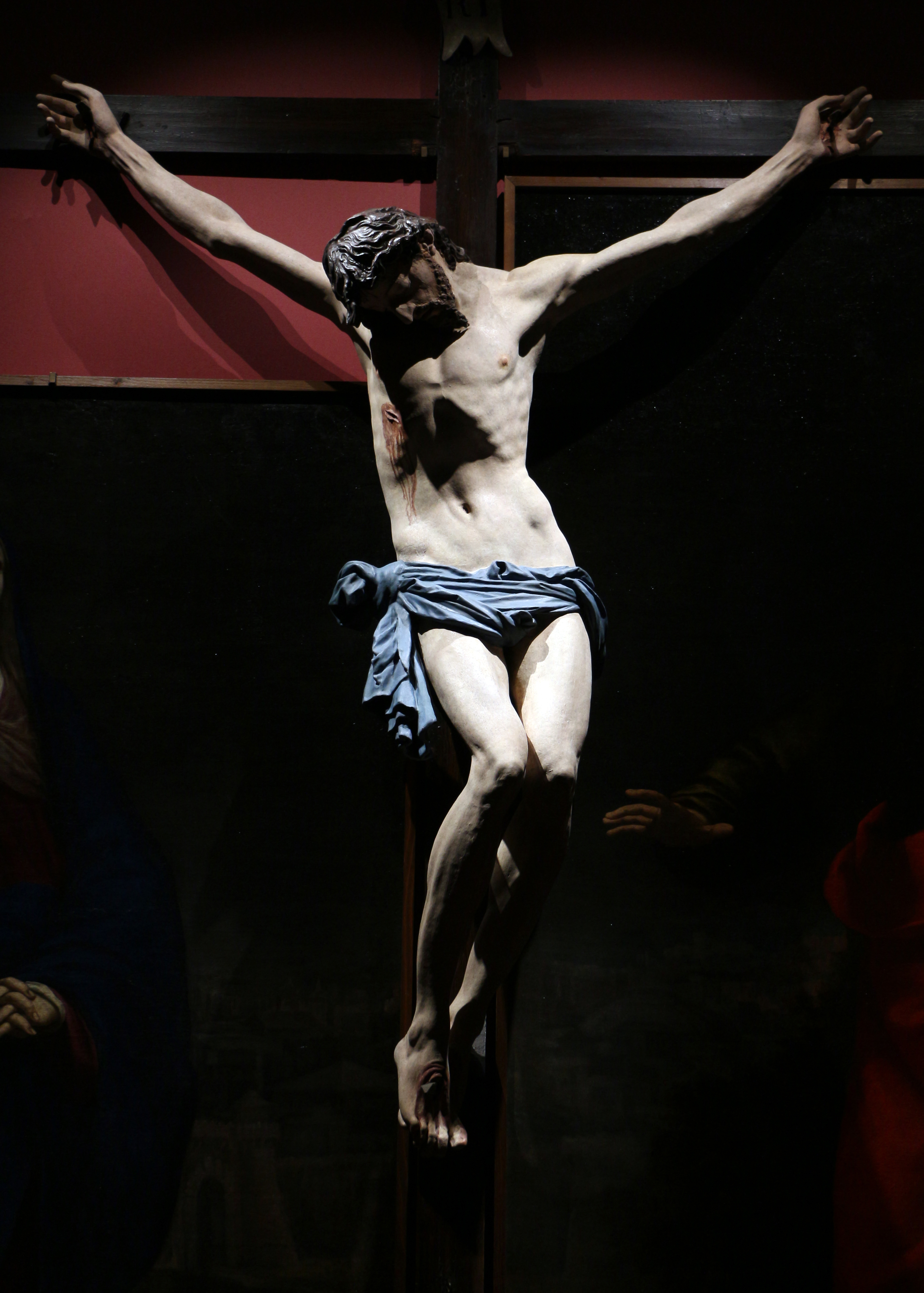
Распятие. 1651. Церковь Санта-Лючия-суль-Прато, Флоренция
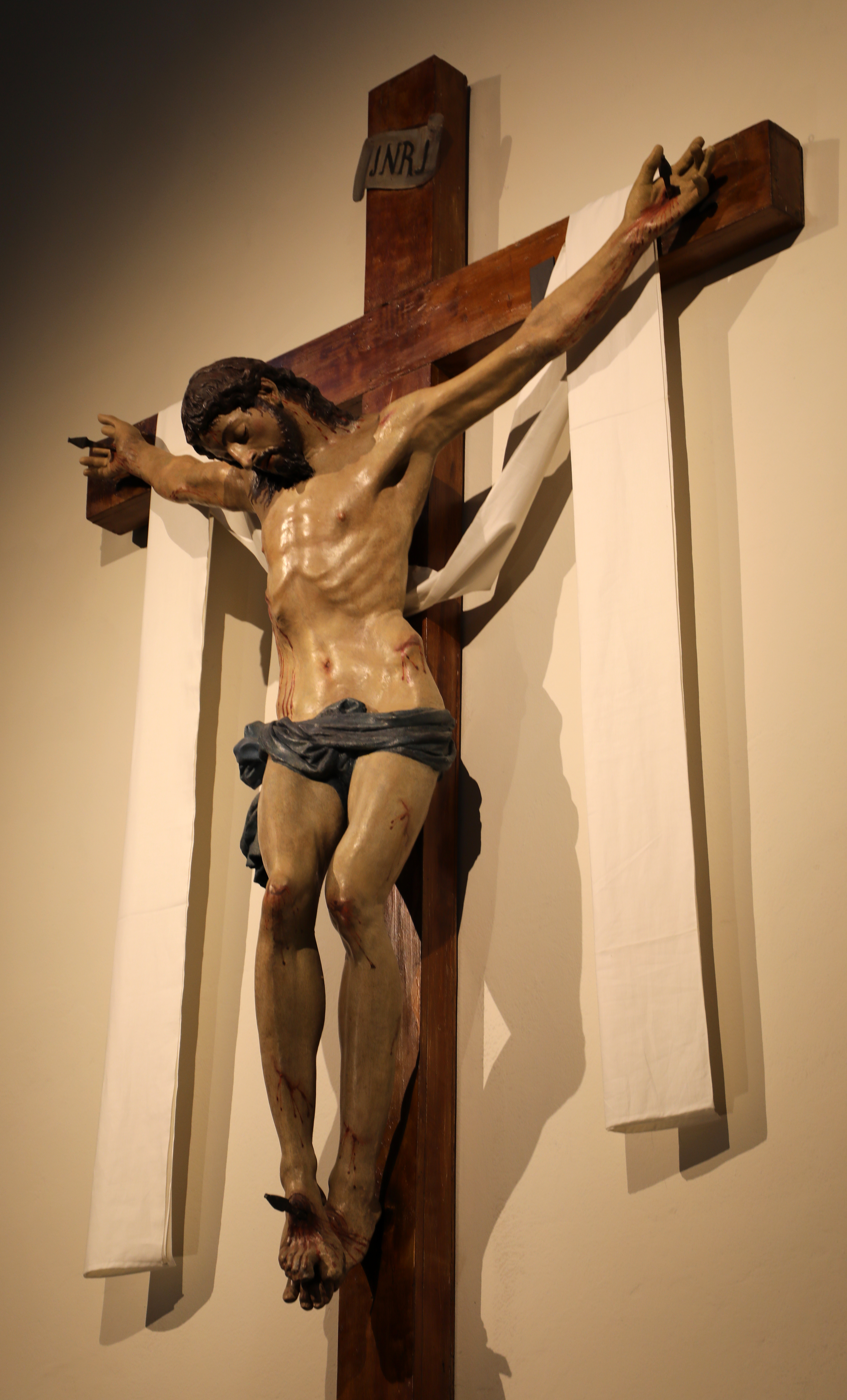
Распятие. Между 1690 и 1710. Дерево. Монастырь Монтесенарио, Тоскана
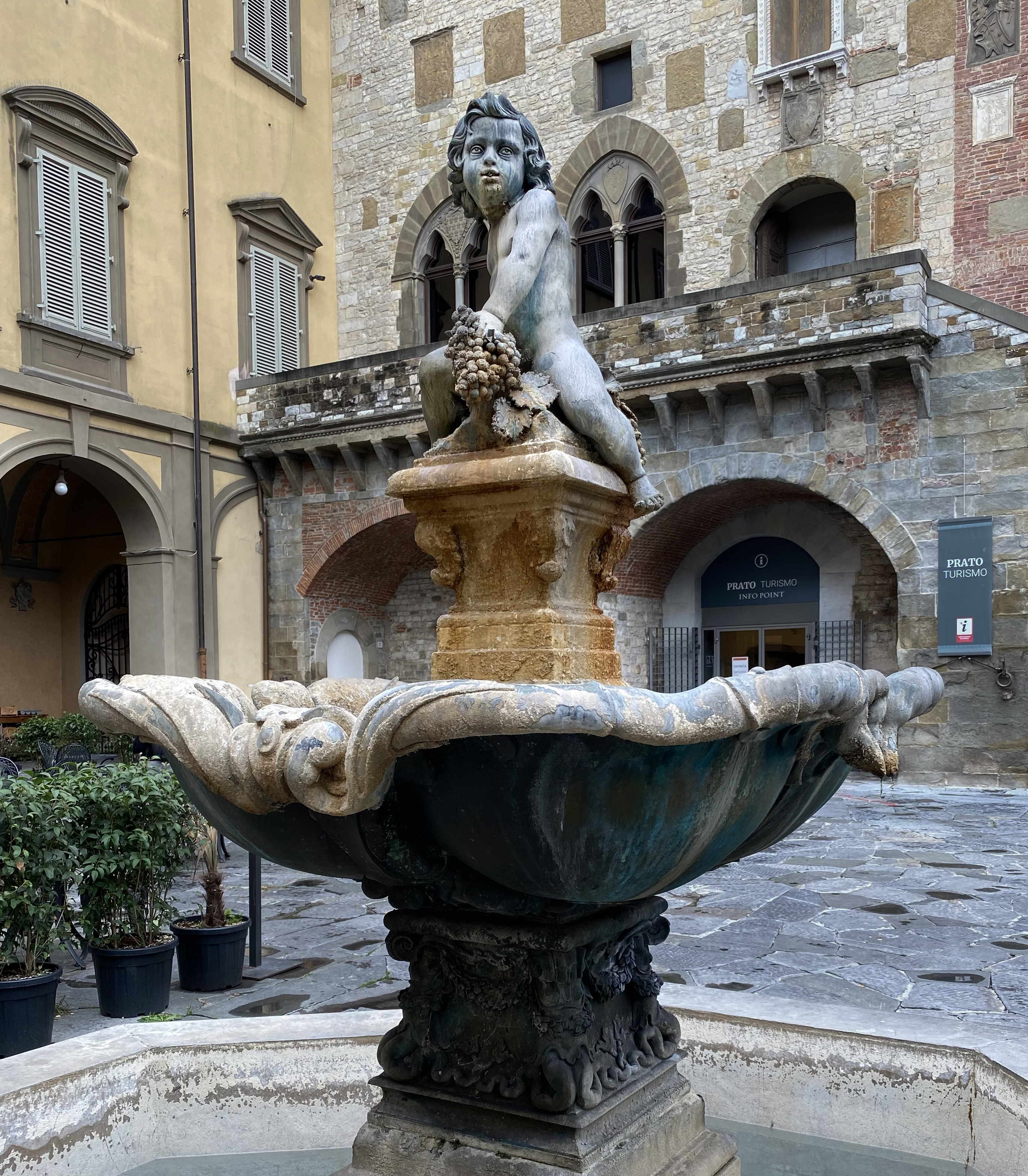
Фонтан Вакха. 1659—1665. Прато
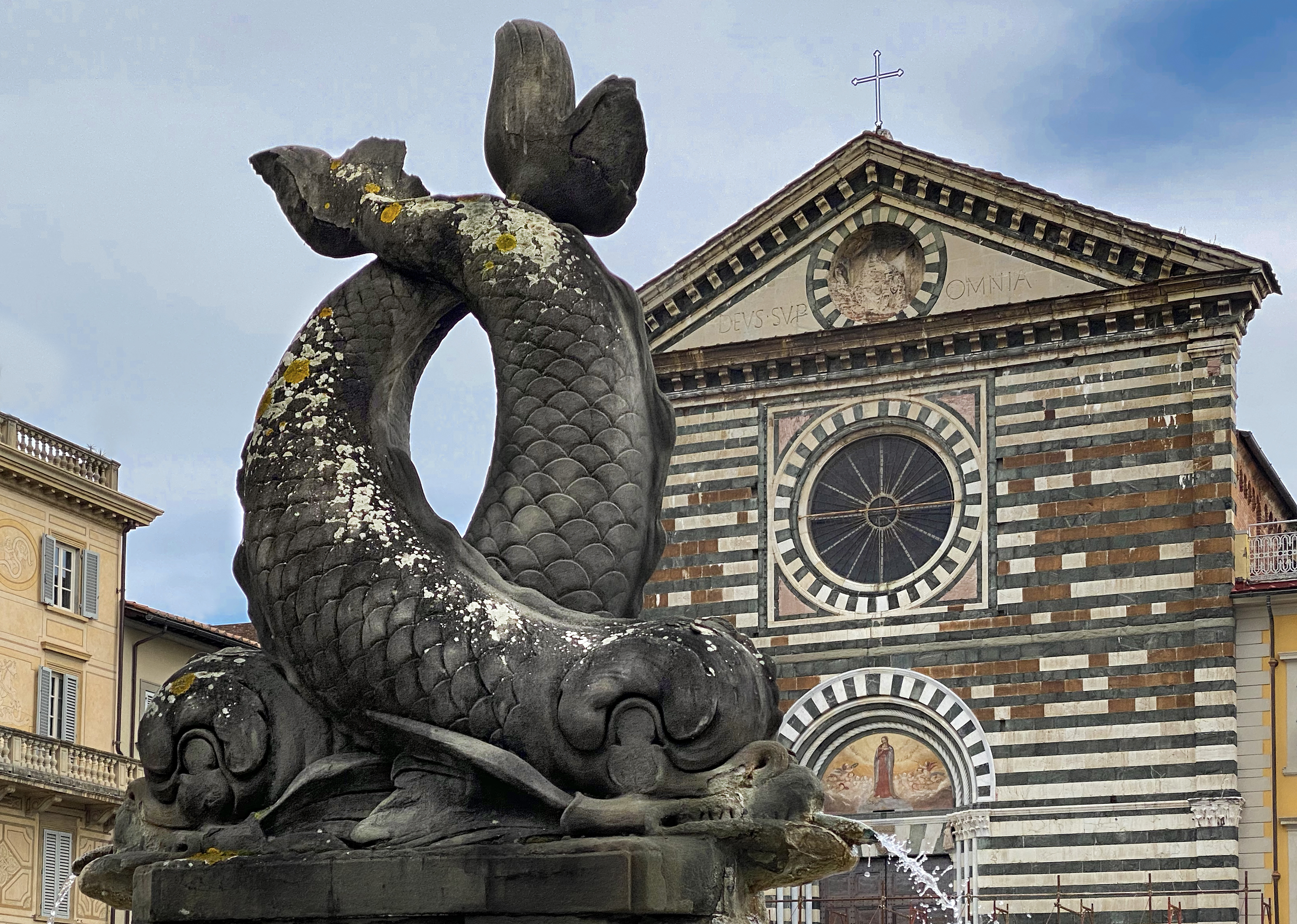
Фонтан дельфинов. 1658—1666. Площадь Сан-Франческо, Прато